# SN 2004gc
SN 2004gc – supernowa typu Ia odkryta 18 listopada 2004 roku w galaktyce ARP327. W momencie odkrycia miała maksymalną jasność 17,40m.